# Фельзенбаум, Александр Исаевич
Александр Исаевич Фельзенбаум (13 февраля 1922 — 2 января 1993) — советский учёный в области физики моря, доктор физико-математических наук (1963), профессор (1967), лауреат Государственной премии СССР (1970).

## Биография
Родился 13 февраля 1922 года в Киеве.
В 1941—1945 годах служил в РККА. Участник войны, награждён орденами Красной Звезды (03.08.1944), Отечественной войны II степени (11.03.1945), Отечественной войны I степени (06.04.1985).
Окончил МГУ (1949) и аспирантуру Государственного океанографического института (1954).
В 1955—1964 годах — научный сотрудник НИИ океанологии АН СССР. С 1964 по 1971 год — заведующий созданной им лаборатории течений (позже преобразованной в отдел) Морского гидрофизического института АН УССР. С 1971 года — снова в НИИ океанологии АН СССР. Позже до 1992 года работал в ИАПУ ДВО АН СССР, где в 1989 году был одним из организаторов Лаборатории математического моделирования океанских процессов.
Доктор физико-математических наук (1963), профессор (1967). Тема докторской диссертации: «Развитие теории установившихся морских течений и дрейфа льдов».
Лауреат Государственной премии СССР (1970, в составе коллектива) — за экспериментальные и теоретические исследования течения Ломоносова и системы пограничных течений тропической Атлантики.
Умер в Москве 2 января 19913 года.

## Сочинения
- Теоретические основы и методы расчета установившихся морских течений [Текст] / Акад. наук СССР. Ин-т океанологии. — Москва : Изд-во Акад. наук СССР, 1960. — 127 с. : граф.; 22 см.
- Фельзенбаум А. И. К теории установившихся ветровых течений в океане // Течение Ломоносова / МГИ АН УССР; отв. ред. А. Г. Колесников. — т. 34. — К.: Наукова думка, 1966. — С. 24-48.
- Колесников А. Г., Богуславский С. Г., Григорьев Г. Н., Пономаренко Г. П., Саркисян А. С., Фельзенбаум А. И., Хлыстов Н. З. Открытие, экспериментальное исследование и разработка теории течения Ломоносова / Отв. ред. А. Г. Колесников. — Севастополь: МГИ АН УССР, 1968. — 243 с.
- Дворянинов Г. С., Фельзенбаум А. И. Линейная теория течений Кромвелла, Ломоносова // Морские гидрофизические исследования. — 1969. — № 3 (45). — С. 25-41.
- Фельзенбаум А. И. Динамика морских течений / Итоги науки. Механика. Гидромеханика / А. И. Фельзенбаум — М. : ВИНИТИ, 1970. — С. 97—339.
- К теории установившихся ветровых течений в океане [Текст] / Фельзенбаум А. И. // Течение Ломоносова. — 1966. — 34. — С. 24-49
- К теории установившихся ветровых двухслойных течений [Текст] / Дворянинов Г. С., Фельзенбаум А. И., Шапиро Н. Б. ; ред. Фельзенбаум А. И. // Проблемы теории океанических течений. — 1966. — С. 46-88
- О роли трения о дно и горизонтального обмена количеством движения в теории установившихся течений [Текст] / Васильев А. С., Фельзенбаум А. И. ; ред. Колесников А. Г. // Проблемы теории ветровых и термохалинных течений. — 1968. — С. 68-89